# Pachyteria kurosawai
Pachyteria kurosawai là một loài bọ cánh cứng trong họ Cerambycidae.